# Colin Stetson

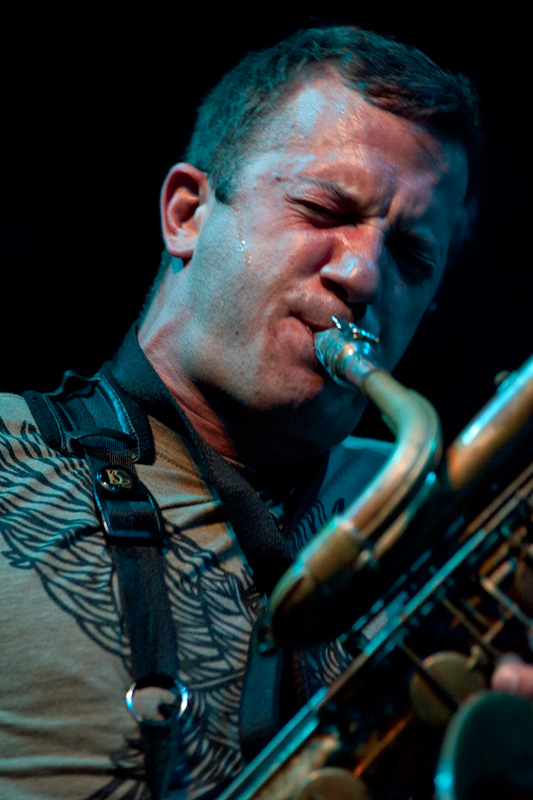
Colin Stetson (Moers Festival 2010)

Colin Stetson (* 3. März 1975 in Ann Arbor, Michigan) ist ein kanadischer Jazzmusiker (Altsaxophon, Bariton- und Basssaxophon, Klarinette, Flöte, Waldhorn) US-amerikanischer Herkunft. Er ist auch als Filmkomponist aktiv.

## Leben und Wirken
Colin Stetson studierte ab 1997 an der University of Michigan bei Roscoe Mitchell, Donald Sinta und Christopher Creviston; anschließend bei Steve Adams und Henry Threadgill. In dieser Zeit gründete er die Formation Transmission (aus dem später das Transmission Trio mit Andrew Kitchen und Eric Perney entstand). 1998 spielte er mit der Detroiter Jazzrock-Band Larval (Larval 2, Knitting Factory). Er zog danach in die San Francisco Bay Area.
Stetson arbeitete außerdem mit der Band People’s Bizarre mit Fred Frith, Peter Kowald, Ned Rothenberg und Kenny Wollesen, ferner war er als Basssaxophonist Mitglied der Tourneeband von Arcade Fire. 2002 wirkte er bei den Tom-Waits-Alben Alice und Blood Money mit; mit Waits trat er auch in David Lettermans Late Show auf. 2002 legte Stetson eine limitierte Live-CD-Single vor, 2003 gefolgt von einem vollständigen Album, Slow Descent. 2008 erschien das Soloalbum New History Warfare, Vol. 1, gefolgt von New History Warfare, Vol. 2: Judges (2011), bei dem Laurie Anderson mitwirkte, und New History Warfare, Vol. 3: To See More Light (2013, mit Justin Vernon von Bon Iver). Stetson ist außerdem bei Aufnahmen von Anthony Braxton und Bon Iver zu hören. 2011 trat er im Duo mit Mats Gustafsson auf dem Vancouver Jazz Festival auf (Stones, Rune Grammofon, 2013). Im Soundtrack des Oscar-prämierten Films 12 Years a Slave wurde Stetsons Lied Awake on Foreign Shores verwendet.
Stetson arbeitet ohne Overdubs. Mit seiner Zirkularatmungstechnik spielt er, ohne abzusetzen, scheinbar endlose Arpeggio-Bögen, wobei er gleichzeitig in das Instrument singt oder schreit. So entstehen durch Differenztöne mehrstimmige Gebilde, die Stetson in ausgetüftelter Aufnahmetechnik mikrofoniert, um Atem, Klappengeräusche und Raumresonanzen mit aufzuzeichnen und der Aufnahme mehr Räumlichkeit zu verleihen.
Seit 2013 ist Stetson auch als Komponist für Filmmusik tätig, sein Schaffen umfasst mehr als ein Dutzend Produktionen für Film und Fernsehen.
Stetson lebt seit 2007 in Montréal und ist seit 2011 kanadischer Staatsbürger.

## Diskografie

### Unter eigenem Namen
- 2003: Slow Descent
- 2008: New History Warfare, Volume 1
- 2010: The Righteous Wrath of an Honorable Man (EP)
- 2011: New History Warfare Vol. 2: Judges
- 2011: Those Who Didn’t Run (EP)
- 2012: Stones (mit Mats Gustafsson)
- 2013: New History Warfare Vol. 3: To See More Light
- 2015: Never Were the Way She Was (mit Sarah Neufeld)
- 2016: Presents Sorrow – A Reimagining of Gorecki’s 3rd Symphony
- 2017: All This I Do For Glory
- 2018: Hereditary
- 2019: Color Out of Space
- 2023; When We Were That What Wept for the Sea

### Kollaborationen (Auswahl)
- 2002: Tom Waits – Blood Money
- 2008: Jolie Holland – The Living and the Dead
- 2008: TV on the Radio – Dear Science
- 2010: Arcade Fire – The Suburbs
- 2011: Bon Iver – Bon Iver, Bon Iver
- 2011: Feist – Metals
- 2011: Timber Timbre – Creep On Creepin’ On
- 2013: Arcade Fire – Reflektor
- 2014: Timber Timbre – Hot Dreams
- 2016: BadBadNotGood – Confessions Pt. II
- 2022: Payton MacDonald/Billy Martin/Elliott Sharp/Colin Stetson: Void Patrol (Infrequent Seams)

## Filmografie (Auswahl)
- 2013: Blue Caprice
- 2015: Angst (La peur)
- 2018: Hereditary – Das Vermächtnis (Hereditary)
- 2018: Friday’s Child
- 2018: The First (Fernsehserie)
- 2019: Die Farbe aus dem All (Color Out of Space)
- 2020: 25 Jahre Unschuld (25 lat niewinnosci. Sprawa Tomka Komendy)
- 2022: Texas Chainsaw Massacre
- 2022: The Menu